# فرانسوی میانه
فرانسوی میانه بخشی از تاریخ زبان فرانسوی است که بازهٔ سدهٔ ۱۴ تا ۱۷ میلادی را پوشش می‌دهد. در این دوران رویدادهای مهمی صورت گرفت:
- زبان فرانسوی به‌طور کامل از دیگر زبان‌های اوییل که گاهی زیرمجموعهٔ فرانسوی باستان دانسته می‌شوند، جدا شد و هویت مجزایی گرفت.
- زبان فرانسوی به عنوان زبان رسمی پادشاهی فرانسه برگزیده شد و جایگزین زبان لاتین و دیگر زبان‌های اکسیتان و اوییل شد.
- پیشرفت زبان فرانسوی باعث شد تا دستور زبان و واژگان فرانسوی برای فرانسوی کلاسیک فراهم شود.